# Предсједник Владе Републике Хрватске
Предсједник Владе Републике Хрватске стоји на челу Владе Републике Хрватске. Колоквијално се назива премијер Републике Хрватске.
Актуелни предсједник Владе је Андреј Пленковић.

## Именовање
Након службеног проглашења резултата парламентарних избора, предсједник Републике Хрватске повјерава мандат за састављање Владе оном лицу које ужива повјерење већине посланика Хрватског сабора. Дакле, предсједник Републике уобичајено повјерава мандат предсједнику странке која је освојила највећи број посланичких мјеста у Хрватском сабору, односно челнику побједничке коалиције.
Најкасније у року од 30 дана од прихватања мандата, мандатар је дужан представити програм и састав Владе пред Хрватским сабором и затражити гласање о повјерењу. Влада ступа на дужност кад јој повјерење искаже већина посланика.
Предсједник и чланови Владе полажу свечану заклетву пред Хрватским сабором. Затим, рјешење о именовању предсједника Владе односи предсједник Републике Хрватске уз премапотпис предсједника Хрватског сабора.
Ако мандатар не састави Владу у року од 30 дана од дана прихватања мандата, предсједник Републике му може продужити мандат за највише још 30 дана. Ако ни у том року мандатар не успије саставити Владу или ако предложена Влада не добије повјерење Хрватског сабора, предсједник Републике повјерити ће мандат за састав Владе другом лицу.
Ако Влада не буде ни тада састављена, предсједник Републике ће именовати привремену нестраначку Владу и истовремено расписати пријевремене изборе за Хрватски сабор.

## Права и дужности
Предсједник Владе представља Владу, сазива сједнице и предсједава им, управља радом Владе и потписује акте које она доноси. Рјешење о именовању чланова Владе доноси предсједник Владе уз премапотпис предсједника Хрватског сабора. Предсједник Владе може овластити једног од потпредсједника да га замјењује. Може део својих овлашћења и дужности пренијети на једног или више потпредсједника, односно на одређене министре и друге чланове Владе. Предсједник Владе ће одредити једног од потпредсједника који ће га замјењивати у случају његовог неприсуства или спријечености.
Предсједник Владе може потпредсједницима, министрима и другим члановима Владе давати одређена упутства за рад, посебна задужења, односно задаће и овластити их на провођење и извршавање одређених пројеката, у складу са програмом Владе, односно у складу са закључцима и другим актима Хрватског сабора те преузетим међународним обавезама Републике Хрватске.
Предсједник и чланови Владе заједнички су одговорни за одлуке које доноси Влада, а лично су одговорни за своје подручје рада.
Предсједник Владе даје претходни премапотпис предсједнику Републике код одлучивања о оснивању дипломатских мисија и конзуларних канцеларија Републике Хрватске у иностранству, као и код одлуке о постављању шефова дипломатских мисија, као и код именовања челника безбједносних служби.
Када предсједник Хрватског сабора као привремени предсједник Републике доноси акт о проглашењу закона, акт премапотписује предсједник Владе Републике Хрватске.

## Престанак дужности
Предсједник Владе престаје то бити:
- смрћу;
- прихватањем оставке коју је поднио предсједнику Републике;
- изгласавањем неповјерења у Хрватском сабору.